# Fundu Văii, Bacău
Fundu Văii este un sat în comuna Pâncești din județul Bacău, Moldova, România.